# Hans Lautenschlager
Hans Lautenschlager (* 20. Januar 1919 in Montigny bei Metz; † 19. September 2007) war ein deutscher Verwaltungsbeamter und Politiker (SPD). Er war von 1960 bis 1976 im Deutschen Bundestag und von 1968 bis 1977 im Europäischen Parlament.

## Leben und Beruf
Nach dem Besuch des Gymnasiums trat Lautenschlager 1938 in den gehobenen Dienst der Stadtverwaltung Regensburg ein und war dort 1938/39 als Beamter tätig. Von 1939 bis 1945 nahm er als Soldat am Zweiten Weltkrieg teil. Anschließend trat er wieder in die Regensburger Stadtverwaltung ein, wurde 1945 Leiter des Wohlfahrtsamtes und schließlich zum Stadtamtmann befördert. 1947 schloss er sich der ÖTV an. 1960 schied er aus dem kommunalen Verwaltungsdienst aus und war von 1960 bis 1961 Mitglied des Regensburger Stadtrates.

## Politik
Lautenschlager war seit 1948 Mitglied der SPD. Dem Deutschen Bundestag gehörte er vom 9. November 1960, als er für den ausgeschiedenen Abgeordneten Alfred Frenzel, der wegen Spionage festgenommen worden war, nachrückte, bis 1976 an. Er war stets über die Landesliste Bayern ins Parlament eingezogen. Lautenschlager gehörte in seiner ersten Wahlperiode, der insgesamt dritten, keinem Ausschuss als ordentliches Mitglied an, sondern war lediglich stellvertretendes Mitglied zweier Ausschüsse. Erst in der darauffolgenden war er im Ausschuss für Kommunalpolitik und Sozialhilfe, außerdem ab Juni 1963 noch im Ausschuss für Inneres tätig. In der fünften Wahlperiode, welche von 1965 bis 1969 dauerte, war er bis Oktober 1968 im Innenausschuss. Ab 1968 gehörte er keinem Bundestagsausschuss an, obwohl er noch bis 1976 dem Bundestag angehörte, weil er vom 19. Januar 1968 bis zum 19. Januar 1977 auch Mitglied des Europaparlamentes war. Nachdem er diesem ab 1977 nicht mehr angehörte, gehörte er zu den Gründern der Vereinigung ehemaliger Mitglieder des Deutschen Bundestages und des Europäischen Parlaments.